# Halámky
Halámky (en allemand : Witschkoberg) est une commune du district de Jindřichův Hradec, dans la région de Bohême-du-Sud, en République tchèque. Sa population s'élevait à 196 habitants en 2020.

## Géographie
Halámky est arrosée par la rivière Lužnice et se trouve à 11 km au nord-ouest de Gmünd (Autriche), à 34 km au sud de Jindřichův Hradec, à 35 km à l'est-sud-est de České Budějovice et à 141 km au sud-sud-est de Prague.
| - OpenStreetMap Limite communale. |

La commune est limitée par Suchdol nad Lužnicí au nord-ouest, par Rapšach au nord-est et à l'est, par Nová Ves nad Lužnicí au sud, et par Dvory nad Lužnicí à l'ouest.

## Histoire
La première mention écrite du village date de 1770.